# 李刚 (1922年)
李刚（1922年—2001年9月20日），男，汉族，陕西三原人，中国人民解放军开国大校、中国人民武装警察部队司令员。

## 生平
于1938年进入中国人民抗日军政大学学习，毕业后在八路军115师参加抗日战争，后调入新四军三师十旅，历任文化教员、战旗报编辑。第二次国共内战时期，随黄克诚进入东北地区，并随第四野战军参加东北、华北、华中南地区作战，随中国人民解放军第三十九军南下剿匪历任指导员、营长。1950年首批进入朝鲜参加朝鲜战争，任中国人民志愿军第三十九军一百一十六师三百四十七团团长，1953年回国。1955年被授予上校军衔，后晋升大校，官至三十九军一百一十七师师长。留学苏联伏罗希洛夫军事学院毕业后后进入中国人民解放军总参谋部军训部任合同作战处处长，后调任北京卫戍区参谋长、副司令员。1982年参与组建武装警察部队，1983年1月被国务院任命为中国人民武装警察部队首任司令员。1984年退役。
2001年9月20日因病医治无效在北京逝世。